# 收穫 (雜誌)
《收获》是由巴金和靳以创办于1957年7月的一份大型文学刊物，《收获》杂志为双月刊。《收获》2007年的发行量是12.3万。《收获》还有每年四期的长篇小说增刊，每期刊登四部长篇小说，发行量也在七八万份。
《收获》创刊后直至巴金逝世后的2005年第6期，署名主编都是巴金。2006年第1期起，《收获》的主编署名变成巴金的女儿，原《收获》副主编李小林。朱健国曾起诉《收获》杂志虚假广告欺骗消费者，但最终败诉。

## 历史

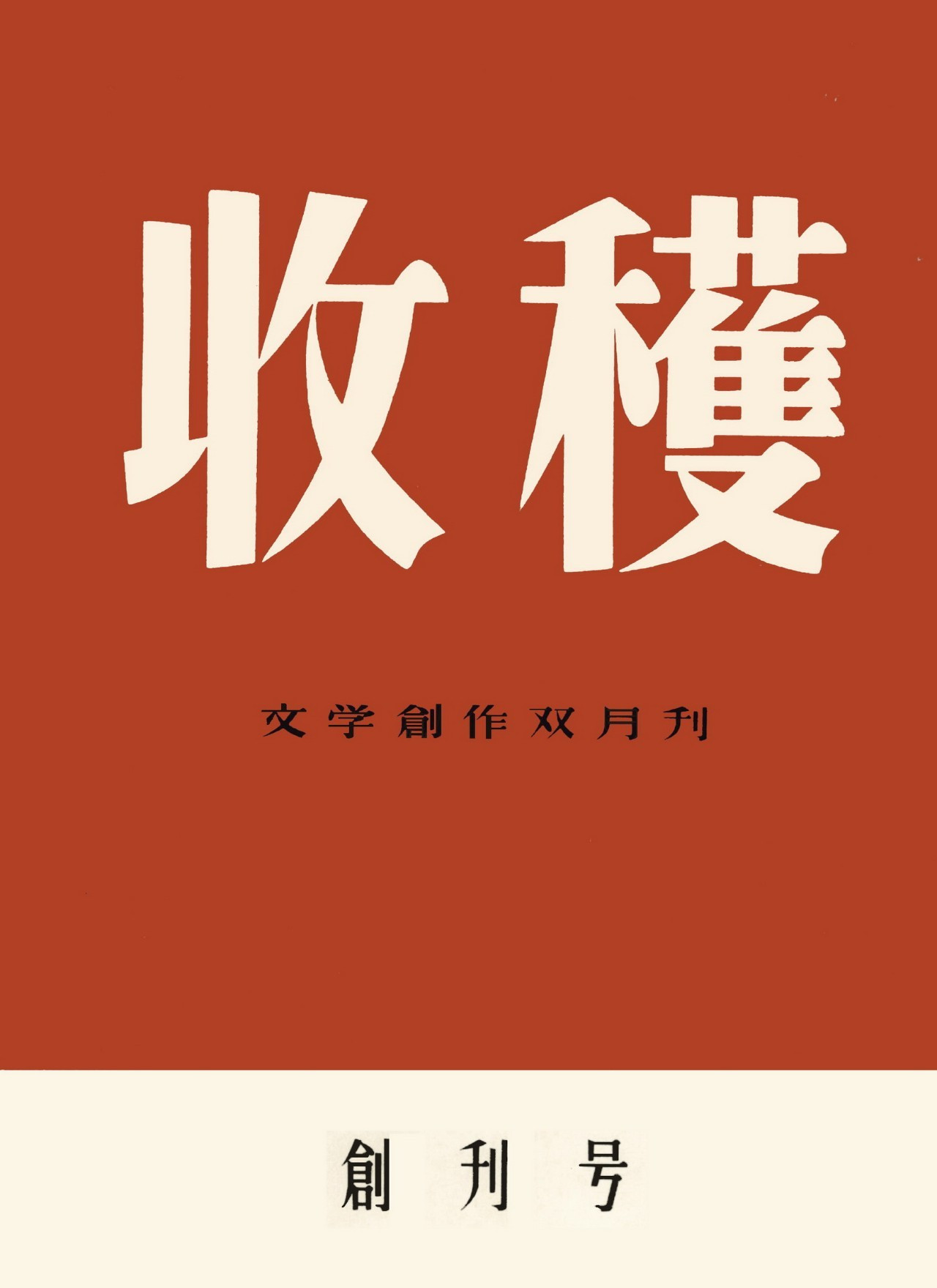
《收获》创刊号封面

- 1957年7月24日，《收获》创刊，双月刊，主编是巴金和靳以。属于中国作协主管，编辑部在上海，印刷出版则在北京。设北京、上海两个编委会。[4][5] 创刊号刊发了鲁迅的文章《中国小说的历史的变迁》和老舍的话剧《茶馆》。
- 1960年5月，由于三年大饥荒，《收获》出完三期后停刊，前后共出18期。[4][5] 主编靳以先生也于1959年11月因病去世。
- 1964年，《收获》复刊，由上海作协主管，仍为双月刊，主编巴金。它的前身是《上海文学》。[5]
- 1966年5月，《收获》因文化大革命被迫停刊，这一时期的《收获》共出版了14期。
- 1979年1月，文化大革命结束，《收获》再次复刊。
- 1986年，《收获》开始自负盈亏。
- 1999年，《收获》获得国家期刊最高荣誉“国家期刊奖”。
- 1999年，《收获》申请商标注册，获得同意。
- 2002年，《收获》进入国家“双百期刊”行列。
- 2004年，《收获》获“上海市著名商标”的称号。[6]
- 2006年，《收获》开辟《一个人的电影》专栏。
- 2007年，《收获》第二次获得“上海市著名商标”称号。[7]
- 2007年，《收获》在第4期上推出了五十周年纪念特刊。
- 2021年，收获APP上线。[8]
- 2022年，《收获》发起“无界文学奖”。其将设立三个奖项——演绎小说奖、入画散文奖以及传唱诗歌奖以发现和培养跨界人才。[8]

## 《收获》上发表的诗歌
- 1957年，《收获》在创刊号上发表了冰心、严辰及戈壁舟的诗歌。
- 1964年，《收获》第一期发表了毛泽东诗词十七首。
- 1965年，《收获》第三期发表了朱德、董必武和陶铸追悼当年去世的上海市委第一书记柯庆施的三首诗。
- 1966年，《收获》开始发表工农兵诗歌。
- 1979年，《收获》在复刊号上发表了郭小川的遗作《严厉的爱》。
- 1980年，《收获》第3期发表周立波遗作《诗二首》，至此《收获》不再发表诗歌。

## 《收获》与戏剧、电影
- 1957年，《收获》在创刊号上发表了老舍的《茶馆》。同时发表的柯灵的《不夜城》，后来拍成了电影。以后的《收获》每期都有话剧和电影剧本。[9]
- 1959年，《收获》在第3期发表郭沫若的《蔡文姬》。同期发表了郭沫若为《蔡文姬》撰写的序《中国农民起义的历史过程》。这一期还发表了东海舰队三〇一、三一四舰创作组完成的电影剧本《十级浪》。
- 1979年，复刊之后，《收获》先后发表了陈白尘的《大风歌》、白桦的《今夜星光灿烂》、吴祖光的《闯江湖》和曹禺、万方的《日出》。
- 1989年第4期之后，戏剧和电影退出《收获》。
- 2006年，《收获》在专栏“一个人的电影”中，刊发了王朔的电影剧本《梦想照进现实》。

## 《收获》发表后改编为影视剧的作品
- 苏童的《妻妾成群》(电影《大红灯笼高高挂》)
- 余华的《活着》(电影《活着》)
- 谌容的《人到中年》(电影《人到中年》)
- 路遥的《人生》(电影《人生》)
- 王朔的《顽主》(电影《顽主》)
- 王朔的《你不是一个俗人》(电影《甲方乙方》)
- 王朔的《动物凶猛》(电影《阳光灿烂的日子》)
- 莫言的《师傅越来越幽默》(电影《幸福时光》)
- 周梅森的《国家公诉》（电视剧《国家公诉》）
- 郭敬明的《爵迹》（电影《爵迹 (电影)》）

## 名人与《收获》
- 冰心把《收获》称为“我心中的红玫瑰”，她说：“我是《收获》最忠诚的读者，《收获》到了，我一定从头细看，而且常常堆在案头，到了一年终了，才捆起放在壁橱里。”[10]
- 冯骥才说自己的“文学之路是从《收获》开始的”。[11]
- 贾平凹的主要长篇小说《浮躁》、《高老庄》、《怀念狼》、《秦腔》等均发表于《收获》，他自己这样说：“这是我的幸运，也是我的骄傲”。[11]
- 王安忆说《收获》“具有一种好奇的童真性格，对一切新鲜的事物都抱着探索的准备，这就使它始终呈现出年轻的面貌”。[11]
- 张辛欣说，一个人和一本杂志的关系，原来“这么的潜藏，这么的要紧，这么的个人。”[11]
- 莫言，“不把自己不满意的稿子给《收获》，是我对《收获》最大的尊重。”[11]
- 余秋雨，“《收获》让我明明白白地看了几十年。进入它，至少可以领受一份安全、实在、清爽。”[11]
- 余华将近四分之三篇幅的作品发表在《收获》上，这其中包括他最著名的《呼喊与细雨》、《活着》、《许三观卖血记》等。“后来我才明白，这是巴金和靳以创办《收获》时就开始的传统，无论作者名声大小，都会在《收获》这里得到同样尊重。”[11]
- 高行健的中篇小说《有只鸽子叫红唇儿》首刊于《收获》1981年第三期。

## 相关杂志
- 《人民文学》
- 《十月》
- 《花城》
- 《当代》